# Мала Калудра
Мала Калудра је насеље у општини Зубин Поток на Косову и Метохији. Атар насеља се налази на територији катастарске општине Црепуља. Историјски и географски припада Ибарском Колашину. Насеље је на североисточним обронцима Мокре Горе. Село је на горњим деловима присојних страна на изворишту Црепуљске реке, од насеља Велика Калудра га одваја висок брег. Делови села су: Катуни (ливаде), Вража Глава (предео испод врха Вража Глава висине 1.557 м), Мелеје, Мелајска Река и Орлујак. Насеље је наводно добило име према насељу Калудра код Берана у Црној Гори из које се доселило неко старије становништво. Мада је вероватније тумачење да назив долази од калуђера који су живели у цркви у Ријеци, која је сада у рушевинама.

## Демографија
Насеље има српску етничку већину.
Број становника на пописима:
- попис становништва 1948. године: 48
- попис становништва 1953. године: 57
- попис становништва 1961. године: 51
- попис становништва 1971. године: 32
- попис становништва 1981. године: 24
- попис становништва 1991. године: 22